# مارسين باران
مارسين باران (بالبولندية: Marcin Baran)‏ هو صحفي وكاتب وشاعر بولندي، ولد في 16 نوفمبر 1963 في كراكوف في بولندا.